# Zyklone in Australien vor 1970
Australische Zyklone vor 1970 waren tropische Wetterereignisse, die ihren Schwerpunkt im Februar und März hatten. Vor dem Beginn der systematischen Satellitenbeobachtung dieses Gebietes waren Aufzeichnungen über tropische Wirbelstürme eher zufällig und sind nicht vollständig, da viele Stürme unentdeckt blieben. Die Berichte über die Auswirkungen sind insbesondere für das 18. und 19. Jahrhundert nur lückenhaft und oft wenig genau. Im 20. Jahrhundert wurden die Wetterbeobachtungen kontinuierlich ausführlicher, aber in der ersten Jahrhunderthälfte war die Vorwarnung praktisch noch nicht existent. Zu Beginn der 1960er-Jahre begann das Bureau of Meteorology, nach amerikanischem Vorbild tropischen Wirbelstürmen Namen zu geben. Die Ära der weltweiten Wetterbeobachtungen durch geostationäre Satelliten begann in der australischen Region um 1966. 

## 18. und 19. Jahrhundert
Wohl der früheste bekannte Zyklon auf der Südhalbkugel traf im April 1778 die Banda-Inseln. Der Sturm deckte fast alle Häuser ab. Die Inseln wurden auch 1811 von einem Zyklon getroffen. Im April 1841 tötete ein Zyklon auf der Insel Roti 75 Bewohner und zerstörte viele der Unterkünfte. Um 1855 entwurzelte ein tropischer Wirbelsturm auf den Kei Islands zahlreiche Bäume.
Am 24. Dezember 1875 verloren 59 Seeleute ihr Leben, als das Zentrum eines Zyklons über den Exmouth-Golf zog. Mehrere Schoner wurden auf die Küste getrieben und erlitten Schiffbruch. Am 9. Januar 1880 zog ein Zyklon an Yammadery Creek zwischen Onslow und dem Fortescue River vorbei. Die Sturmflut erreichte acht Meter über der normalen Hochwassermarke. Das Schiff Adalia erlitt am Robe River Schiffbruch, und einige der Besatzungsmitglieder ertranken.
Am Abend des 7. März 1882 zog ein schwerer Zyklon über Roebourne und Cossack und beschädigte fast jedes Haus in den beiden Siedlungen. In Cossack wurde ein minimaler Luftdruck von 942 hPa gemessen. Zwar gingen in der Umgebung erhebliche Bestände an Schafen verloren, unter der Bevölkerung gab es jedoch nur eine Person, die Verletzungen erlitt. Am 22. April 1887 traf ein unerwartet später Zyklon eine Flotte von Schiffen am Ninety Mile Beach bei Broome, Western Australia und tötete 140 Menschen. Am 1. März 1889 wurden in Cossack deutliche Überflutungen beobachtet, als ein Zyklon mit Hochwasser zusammentraf. Die Waratah und ihre Besatzung ging vor Cape Preston verloren und ein Mann ertrank im Fluss bei Roebourne. 1889 traf der Apia-Zyklon den Hafen von Apia auf Samoa und versenkte dort mehrere Schiffe, wobei mindestens 147 Seeleute ihr Leben verloren.
Am 4. und 9. Januar 1894 überquerten zwei Zyklone innerhalb von fünf Tagen die Küste von Pilbara. Der erste Zyklon verursachte Schäden an vielen Gebäuden in Roebourne und Cossack. Durch den zweiten Zyklon wurden diese Schäden ausgeweitet. Es wird angenommen, dass durch die beiden Zyklone mehr als vierzig Personen getötet wurden. Zwölf Kutter und das Dampfschiff Anne wurden zerstört. Der Schaden belief sich auf etwa 15.000 Pfund. Mehr als 15.000 Schafe gingen durch die beiden Stürme verloren. Vier Jahre später lag Cossack erneut in der Zugbahn eines Zyklons. Das Ereignis vom 2. April 1898 hat dabei den Überlieferungen zufolge größere Schäden angerichtet, als jeder Sturm zuvor. Straßenbahn, Gleise, Straßen und Brücken wurden zerstört und Telegrafenleitungen niedergerissen. Häuser stürzten ein und Boote entrissen sich ihren Vertäuungen. Der Schaden wurde auf mehr als 30.000 Pfund geschätzt. In Whim Creek wurden innerhalb von 24 Stunden 747 mm Regen aufgezeichnet, die höchste jemals in Western Australia aufgezeichnete Regenmenge.
Das Jahr 1899 ist in Australien als das mit der höchsten Opferzahl bei einer Naturkatastrophe in Erinnerung. Durch den Zyklon Mahina, der in der Bathurst Bay in Queensland am 4. März über Land gelangte, verloren 400–410 Personen ihr Leben. Die rund 13,5 m hohe Sturmflut war die höchste jemals aufgezeichnete.

## 20. Jahrhundert
Im April 1908 traf ein tropischer Zyklon die Kisar Islands und tötete 150 Personen. Am 27. April zog erneut ein Zyklon Sturm über den Ninety Mile Beach, wobei mehr als fünfzig Personen getötet wurden. Nach einem Wirbelsturm im Januar 1909 wurde die Stadt Onslow am 5. und 6. April von einem zweiten Sturm getroffen. Vier Kutter mit insgesamt 24 Besatzungsmitgliedern gingen verloren, viele Häuser und Boote wurden beschädigt.
Direkt über Broome zog ein Zyklon am 19. November 1910 hinweg und verursachte erhebliche Schäden. Sechsundzwanzig Boote gingen unter, 40 Personen wurden getötet. 1911 gelangte ein Zyklon zwischen Cape Upstart und Cape Bowling Green über Land. Der Sturm zerstörte das Schiff Yongala und alle 120 Personen an Bord kamen ums Leben. Am 4. Januar war ein Zyklon über die Küste zwischen Cossack und Onslow, Western Australia hinweggezogen. Die Glenbank ging vor Legendre Island verloren und die ganze Besatzung, mit Ausnahme eines Mannes, verlor ihr Leben. 1912 kreuzte ein tropischer Zyklon die Küste westlich von Balla Balla bei Port Hedland. Bei dieser Naturkatastrophe verloren 150 Menschen ihr Leben.
Einer der zerstörerischsten Zyklone in Australien überhaupt war der Mackay-Zyklon 1918, der am 21. Januar direkt die Stadt Mackay, Queensland traf. Das Auge des Zyklons zog direkt nach Sonnenaufgang nördlich an der Stadt vorbei. Der Luftdruck war vermutlich geringer als 932,6 mbar – der niedrigste Wert, den das Barometer vor Ort anzeigen konnte. Nur wenige Gebäude in Mackay und der Umgebung entgingen dem Sturm ohne signifikante Schäden. Die Sturmflut stieg 2,36 m über den normalen maximalen Tidenhub, und ein Augenzeuge berichtete davon, dass sich in der Main Street der Stadt zwei bis drei Meter hohe Wellen brachen. Die Telegrafenverbindungen in die Stadt wurden zerstört. Die Starkregenfälle im Zusammenhang mit dem Zyklon – 627 mm am 22. Januar, 438 mm am 23. Januar und 346 mm am 24. Januar führten zu dem damals höchsten aufgezeichneten Wasserstand des Pioneer River. Die Schäden dieses Zyklons beschränkten sich nicht nur auf Mackay, sondern auch in dem 200 Kilometer entfernten Rockhampton wurden Häuser abgedeckt und Bäume entwurzelt; Schäden wurden auch aus Yeppoon, Queensland und Mount Morgan, Queensland gemeldet. Ausdauernder Regen, den dieser Zyklon mit sich brachte, ist für die Rockhampton-Flut von 1918 verantwortlich. Insgesamt kamen durch diesen Zyklon und seine Auswirkungen 30 Personen um.
Der Zyklon mit Landfall am 10. März 1918 in der Gegend um Innisfail, Queensland war nicht schwächer. In Innisfail überstanden den Sturm nur 12 Häuser weitgehend unbeschadet. Schäden wurden selbst in dem 100 Kilometer weiter nördlich in dem landeinwärts im Atherton Tableland gelegenen Cairns verzeichnet. In Mission Beach wurde eine Sturmflut mit einem Tidenhub von 3,6 m über Normal beobachtet. Der niedrigste gemessene Luftdruck war 926 hPa, da aber beim Durchzug des Zyklons die Messeinrichtungen beschädigt wurden, liegt keine Messung aus dieser Phase vor. Schätzungen gehen von einem Zentralluftdruck von weniger als 910 hPa aus.
Am 21. März 1923 traf ein Zyklon, der sich östlich der Kap-York-Halbinsel gebildet hatte, auf die normalerweise zyklonfreien Torres-Strait-Inseln. Er zog dann durch den Carpentaria-Golf, wo zwanzig Personen beim Sinken der Douglas Mawson umkamen. Der Zyklon erstarb um den 2. April 1923.
Durch einen Zyklon am 21. Januar 1925 wurde in der Nähe von Roebourne, Western Australia ein fünf Kilometer langer Abschnitt der Eisenbahn weggespült und die Brücke über den Pope’s Nose Creek schwer beschädigt. Im Cossack Creek stieg durch die Sturmflut das Wasser so hoch, dass die Hauptstraße und die Umgebung überflutet wurden. Sieben Logger und ein Schoner wurden durch die Sturmflut bis zu 100 m weit in die Mangroven geschoben. In Roebourne selbst blieb kein Haus unbeschädigt. Das Jubilee Hotel verlor sein Dach, und die beiden anderen Hotels des Ortes wurden schwer beschädigt.
Am 12. März 1934 querte ein starker Zyklon die Küste von Far North Queensland bei Cape Tribulation. Die Flotte der dortigen Perlenfischer wurde zerstört, 75 Personen verloren ihr Leben. Die Städte Daintree und Mossman wurden verwüstet. Der tropische Zyklon mit der zweithöchsten Opferzahl im 20. Jahrhundert traf 1935 die Lacepede Islands bei Broome, wobei 141 Menschenleben ausgelöscht wurden. Neun Menschen starben am 11. Januar 1939, als das Ausflugsschiff Nicol Bay infolge eines Zyklons auf dem Ashburton River unterging. Durch den Zyklon wurde auch etliche Gebäude in Roebourne beschädigt.
Am 24. März 1942 traf ein Sturm auf Port Hedland. Neun auf Reede liegende Perlenfischerboote wurden auf die See hinaus geblasen, zwei Seeleute starben dabei, und alle Häuser in der Stadt wurden mehr oder weniger beschädigt. Da gerade Ebbe herrschte, gab es nur geringen Flutschaden. Die stärksten Böen dieses Sturmes wurden auf 230 km/h geschätzt. Schwere Schäden erlitten Roebourne und Point Samson am 6. März 1945, als der Harding River über die Ufer trat. Bei diesem Zyklon wurde die Spitzenwindgeschwindigkeit in Böen mit 117 km/h gemessen.
Insgesamt 15 Städte in Queensland, darunter Gladstone und Rockhampton, über die der Zyklon direkt hinweg gezogen war, wurden am 2. März 1949 beschädigt oder zerstört. Insgesamt wurden sieben Personen getötet, in Rockhampton wurden 1000 Häuser in Mitleidenschaft gezogen. Während des Höhepunktes wurden in Rockhampton ein Luftdruck von 960 hPa und Spitzenböen von 160 km/h gemessen. 635 mm Regen innerhalb von 24 Stunden wurden in Yeppoon, Queensland registriert. Am 22. März 1953 zog ein Zyklon westlich von Onslow über Land, der Hausdächer abdeckte und die Mole der Stadt zerstörte. Die Spitzenböen wurden auf 184 km/h geschätzt. Der Schaden durch den Zyklon wurde auf 50.000 Australische Pfund geschätzt.
1954 zog ein Zyklon an der Gold Coast entlang. Er kam weniger als 100 km an Brisbane heran und zog dann in Richtung Sydney. Die Winde erzeugten eine starke Dünung, die den angeschwollenen Richmond River hinaufrollten. 26 Personen starben. Am 31. Dezember 1954 wurde durch einen Zyklon jedes Gebäude von Roebourne in Western Australia in Mitleidenschaft gezogen. Die Mole an Point Samson und ein Lokomotivschuppen wurden zerstört. Die Dulverton wurde durch den Sturm auf das Ufer getrieben. Das Auge zog über Lewis Island hinweg und am Nachmittag über Roebourne. Der Schaden in Coolwanyah und Pyramid war ebenfalls wesentlich.
1956 hatte ein Zyklon über 17 Tage hinweg Auswirkungen auf das australische Festland, da er die ganze Küste von Western Australia entlangwanderte. Er zog direkt über Perth hinweg und verursachte dort und in der Umgebung Schäden an Gebäuden. Zwischen 6:30 und 7:00 Uhr Ortszeit des 14. Februar 1957 zog das Auge eines Zyklons direkt über Broome hinweg, Winde in Orkanstärke wurden vom 13. Februar um 23:00 Uhr bis zum 15. Februar um 17:00 Uhr gemessen. Der Sturm tötete zwei Personen, vier weitere wurden verletzt, als ein Haus einstürzte. Viele Bauwerke wurden zerstört oder beschädigt und der Sachschaden wurde mit 80.000 Pfund bemessen.
Im März 1958 kreuzten innerhalb von zwei Wochen zwei Zyklone die Küstenlinie bei Onslow. Der Sturm vom 4. März 1958 mit Spitzenböen von bis zu 172 km/h deckte einige Häuser ab und unterbrach die Kommunikationsverbindungen, aber der Gesamtschaden wurde nicht als schwerwiegend eingeschätzt. Der zweite Zyklon am 15. März verursachte weitreichendere Schäden. Etwa die Hälfte der Mole von Onslow wurde weggespült, und die Sturmflut brach durch die Küstenbefestigung, sodass die Stadt überflutet wurde. Die Spitzenböen wurden mit 202 km/h gemessen und der Niederschlag summierte sich auf 283 mm.
Im April 1960 geriet das Schiff Straat Jahore in einen tropischen Zyklon. Im Dezember desselben Jahres traf ein Zyklon die Siedlung Saumlaki, die dadurch fast vollständig zerstört wurde. Tausende von Palmen wurden durch den Sturm entwurzelt.
Innerhalb von nur fünf Wochen wurde Onslow 1961 von drei Zyklonen getroffen. Der erste Sturm dieser Serie überflutete am 25. Januar die Stadt 180 cm hoch. Der zweite Sturm am 12. Februar akkumulierte eine Niederschlagsmenge von 274 mm. Der dritte Zyklon am 2. März 1961 führte zu weiteren Sachschäden.
Ein schwerer Zyklon mit Böen bis zu 231 km/h zog am 7. Februar 1963 bei Onslow über Land. Fast alle Häuser wurden beschädigt, Telegrafenmasten wurden umgerissen. Starkregen führte zu Überschwemmungen in dem Gebiet. Der Niederschlag durch diesen Zyklon betrug 356 mm.
Zyklon Audrey vom 7. bis 14. Januar 1964 verursachte Schäden im östlichen Carpentaria-Golf; die Schäden durch heftige Regenfälle und Wind betrafen später auch ausgedehnte Gebiete im Süden von Queensland. Am 2. April 1966 gelangte Zyklon Shirley  bei King Bay über Land. Ein in der Nähe befindliches Schiff meldete Windgeschwindigkeiten von bis zu 204 km/h. In Roebourne, Western Australia zerstörte der Sturm einige Gebäude. Die Wetterstation Sherlock zeichnete eine Niederschlagsmenge von 404 mm auf und die folgenden Überschwemmungen beschädigten die sich im Bau befindlichen Eisenerzbahnen von Mount Goldsworthy und Hamersley sowie Straßen und andere Einrichtungen an der Küste von Pilbara. Gemessen an der Intensität des Zyklons waren die verursachten Schäden dennoch eher gering.

## Belege
1. 1 2 3 4  Gary Padgett: Monthly Global Tropical Cyclone Summary December 2001. 22. April 2002, abgerufen am 21. Oktober 2007.
2. 1 2 3 4  Bureau of Meteorology (1998). Tropical Cyclones (A Guide for Mariners in Northwest Australia), Pamphlet, Commonwealth of Australia
3. 1 2 3 4 5  BoM - Tropical Cyclones affecting Onslow
4. 1 2 3 4 5 6 7 8 9 10  BoM - Tropical Cyclones affecting Karratha/Dampier
5. ↑  A town destroyed and a ship lost, March 1911 (Memento vom 12. April 2012 im Internet Archive)
6. ↑  The wreck of the "Koombana", March 1912 (Memento vom 12. April 2012 im Internet Archive)
7. ↑  Tropical Cyclones in Queensland
8. ↑  Tropical Cyclones in Queensland
9. 1 2  Bureau of Meteorology (1992). Climate of Queensland, Commonwealth of Australia ISBN 0-644-24331-7
10. ↑  PDF bei www.australiasevereweather.com
11. ↑  The wreck of the "Koombana", March 1912 (Memento vom 12. April 2012 im Internet Archive)
12. ↑  BoM - Tropical Cyclones affecting Port Hedland
13. ↑  Callaghan, J. "Australian Severe Weather: Tropical cyclone impacts along the East Coast 1858-2000". Seite 19. (PDF)
14. ↑  Gold Coast cyclone, February 1954 (Memento vom 12. Juli 2012 im Internet Archive)
15. ↑  Western Australia, February/March 1956 (Memento vom 12. April 2012 im Internet Archive)
16. ↑  BoM - Tropical Cyclones affecting Broome